# 马兰瓜佩
马兰瓜佩是巴西塞阿拉州的一个市镇。总面积590.824平方公里，总人口101018人，人口密度171人/平方公里。